# Rublo bielorrusso
O rublo bielorrusso (em bielorrusso: беларускі рубель belaruski rubel; ISO-4217-Code: BYR, abreviatura Br) é a moeda oficial da Bielorrússia. Subdivide-se em 100 kopeks.
A taxa de câmbio do rublo bielorrusso é determinada com base num cabaz de moedas composto pelo rublo russo (com um peso de 60%), o dólar americano (com um peso de 30%) e o renminbi (com um peso de 10%). O euro fazia parte da referida cesta de moedas, mas foi excluído em dezembro de 2022 devido a uma diminuição no volume de comércio entre a Bielorrússia e a União Europeia.

## História

### Primeiro rublo (BYB), 1992–2000
Como resultado da dissolução da cadeia de abastecimento nas antigas empresas Soviética, os bens começaram a ser comprados e vendidos no mercado, muitas vezes exigindo liquidação em dinheiro. A unidade bielorrussa do Banco do Estado da URSS não tinha capacidade nem licença para imprimir notas soviéticas, por isso o governo decidiu introduzir a sua própria moeda nacional para aliviar a situação do dinheiro. A palavra alemã Thaler (em bielorrusso: талер), dividida em 100 Grossos (em bielorrusso: грош) foi sugerida como o nome de uma moeda bielorrussa, mas a maioria comunista no Supremo Soviete da Bielorrússia rejeitou a proposta e manteve a palavra rublo que tinha sido usado na Bielorrússia desde os tempos da União Soviética e do Império Russo.
Desde o colapso da União Soviética até maio de 1992, o rublo soviético circulou na Bielorrússia ao lado do rublo bielorrusso. Novas notas de rublo russo também circularam na Bielorrússia, mas foram substituídas por notas emitidas pelo Banco Nacional da República da Bielorrússia em maio de 1992.

### Segundo rublo (BYR), 2000–2016
Em 2000, um novo rublo foi introduzido (código ISO 4217 BYR), substituindo o primeiro a uma taxa de 1 BYR = 1.000 BYB. Esta foi redenominação com três zeros removidos. Apenas notas foram emitidas; moedas foram cunhadas apenas como Moeda comemorativa.

### Terceiro rublo (BYN), 2016–presente
Em julho de 2016, foi introduzido um novo rublo, a uma taxa de 1 BYN = 10.000 BYR. Os rublos antigos e novos circularam paralelamente de 1 de julho a 31 de dezembro de 2016. A Bielorrússia também emitiu moedas para circulação geral pela primeira vez. Estão em circulação a partir de 1º de julho de 2016. As notas têm fio de segurança e mostram 2009 como data de emissão (a data de uma tentativa frustrada de reforma monetária).

## Taxas de câmbio
Em meados de março de 2022, o rublo bielorrusso atingiu uma baixa histórica de Rbls 3,33 por US$ 1, durante as consequências da invasão russa da Ucrânia em 2022. Em 1º de abril de 2022, ele era negociado a Rbls 3,26 por US$ e havia perdido 21,5% de seu valor no acumulado do ano. De 15 de julho de 2022 a 1 de outubro de 2023 a moeda foi fixada na taxa de 2,5 para pagar dívidas; desde então seu valor permanece fixo em 3,27